# ローリー・ウィリアムズ
ローリー・ウィリアムズ（Rory Williams）は、テレビドラマ『ドクター・フー』の登場人物。11代目ドクターのコンパニオンにして、エイミー・ポンドの夫である。アーサー・ダーヴィルが主に演じ、幼少期はエゼキエル・ウィグルスワースが演じた。

## 人物
レドワースで暮らすエイミーの幼馴染であり、彼女と同い年。エイミーに長らく恋愛感情を抱いていたが彼女には気付かれず、友人メルスの発言がきっかけで相思相愛であることが判明した。エイミーと本格的に愛を育むようになる以前には、エイミーと2人で旅をしているドクターに嫉妬に近い感情を抱いていた一面もある。エイミーに対しての愛は深く、パンドリカに2000年近く封印された彼女を外で守り続けた。普段はエイミーやドクターに振り回される役回りであるが、旅で彼女を危険に陥らせることもままあるドクターに対して強い態度をとることもある。パンドリカを巡った出来事の後は、劇中で「百人隊長」と形容されることが多い。
エイミーとの結婚後は実父ブライアンの3人で生活しており、一時はドクターとの旅と日常生活の板挟みとなって苦心していた。
演じているアーサー・ダーヴィルの風貌の特徴から、鷲鼻を揶揄されている。劇中で幾度となく死を繰り返していることが特徴である。

## 来歴
看護師として病院に勤務していたが、プリズナー・ゼロの事件に巻き込まれた際に休職を命じられ、同時に11代目ドクターと出会う。当初はドクターからろくに相手にされていなかったが、エイミーの婚約相手が彼だと知ったドクターにより婚前旅行へ連れ出される。これを機にターディスに乗り、ドクターとエイミーの3人で旅をすることとなる。
ドリームロードの用意した夢の世界ではレドワースで妊娠したエイミーと生活しており、また看護師の職にも復帰し、充足した日々を送っていた。この夢の世界でエイリアンにより殺害されるが、彼の死はやがて現実のものとなってしまう。2020年のレドワースでドクターと別れエイミーと生活している様子が観測されたものの、その未来へ至る前にサイルリアンのレスタックに銃殺された上、付近に存在した時空間の裂け目に飲み込まれて歴史から存在が消滅した。
その後、西暦102年のローマ兵士として復活する。ドクターとの旅の記憶がほぼ薄れたままローマ人として生活していたが、エイミーとドクターがこの時代に到達したことで記憶を取り戻す。この時に自身が人間ではなく、エイミーの記憶を利用してネスティーン意識体により生み出されたプラスチック人形であることを悟る。ネスティーンらの陰謀により崩壊した宇宙の歴史をドクターとともに正し、人間に戻ってエイミーと結婚式を挙行する。
エイミーとの結婚後はターディスの中で子をなし、その子が成長して後のリヴァー・ソングになることを知る。シレンシオ湖でのドクター暗殺の際に発生したもう一つの宇宙ではエイミーの腹心の軍人として活動し、ここでもエイミーに対して好意を抱いていた。
リヴァー・ソングを受胎したエイミーはその後妊娠不能な肉体となっていたため、それが原因で彼女とローリーと生活は険悪なものとなり、一時は破局を迎える。しかしエイミーとともにダーレクに拉致された際に再び愛が深まり、関係は修復された。その後もドクターやエイミーと旅を続けていたが、嘆きの天使による襲撃を受け、自らを犠牲にして窮地を乗り切ったものの、再び襲撃を受けて過去へ飛ばされてしまう。彼を追って過去へ飛んだエイミーと出会い、彼女と共に過去の世界で過ごした末82歳でこの世を去った。

## 評価
劇中でローリーが頻繁に死を迎えることは批判の対象となっている。デジタルスパイの評論家であるモーガン・ジェフェリーは「危険と尾を引く死の存在は『ドクター・フー』に重要な要素の1つであるが、ローリーの繰り返される死と蘇生は非常に頻繁であり、サウスパークのケニーの死と比較せざるを得ない」とコメントしている。インデペンデントのニーラ・デブナスはシリーズ6『ドクターの妻』の批評において、「ローリーが殺されることへの消耗が正式に発表された」と発表している。SFXのSFテレビの復活シーントップ10でローリーは3位に入っており、「（ローリーの死は）お決まりになりつつある。とはいえ常に面白みを持っているので気にすることではない。ただし、海賊のエピソードだけは面白みがなかった」と評価されている。
しかしシリーズ6でローリーの英雄的な場面が増えたことは称賛されており、チャーリー・ジェーン・アンダースはシリーズ6『ドクターの戦争』を経てローリーがギャグキャラから真の戦士へ変化したと述べた。Zap2itのサム・マクパーソンはローリーがシリーズ5の登場人物で最もキャラクターを成長させ、「一般的に楽しいキャラクター」へ進化したとしている。
ラジオ・タイムズはドクターと旅をする際のコンパニオンの反応としてローズ・タイラーのような積極的な反応よりもローリーのような慎重な反応の方が現実的であると評価している。しかしデイリー・テレグラフのミッチェル・ホーガンは、ダニー・ピンクやミッキー・スミスとともにローリーを並べて批判している。
ローリーは2012年にヴァージン・メディアTVの "TV Character of the Year" に名を連ねた。SFXはエイミーとローリーをSFファンタジーのロマンスのベスト2に位置付けた。